# Méreginjekció

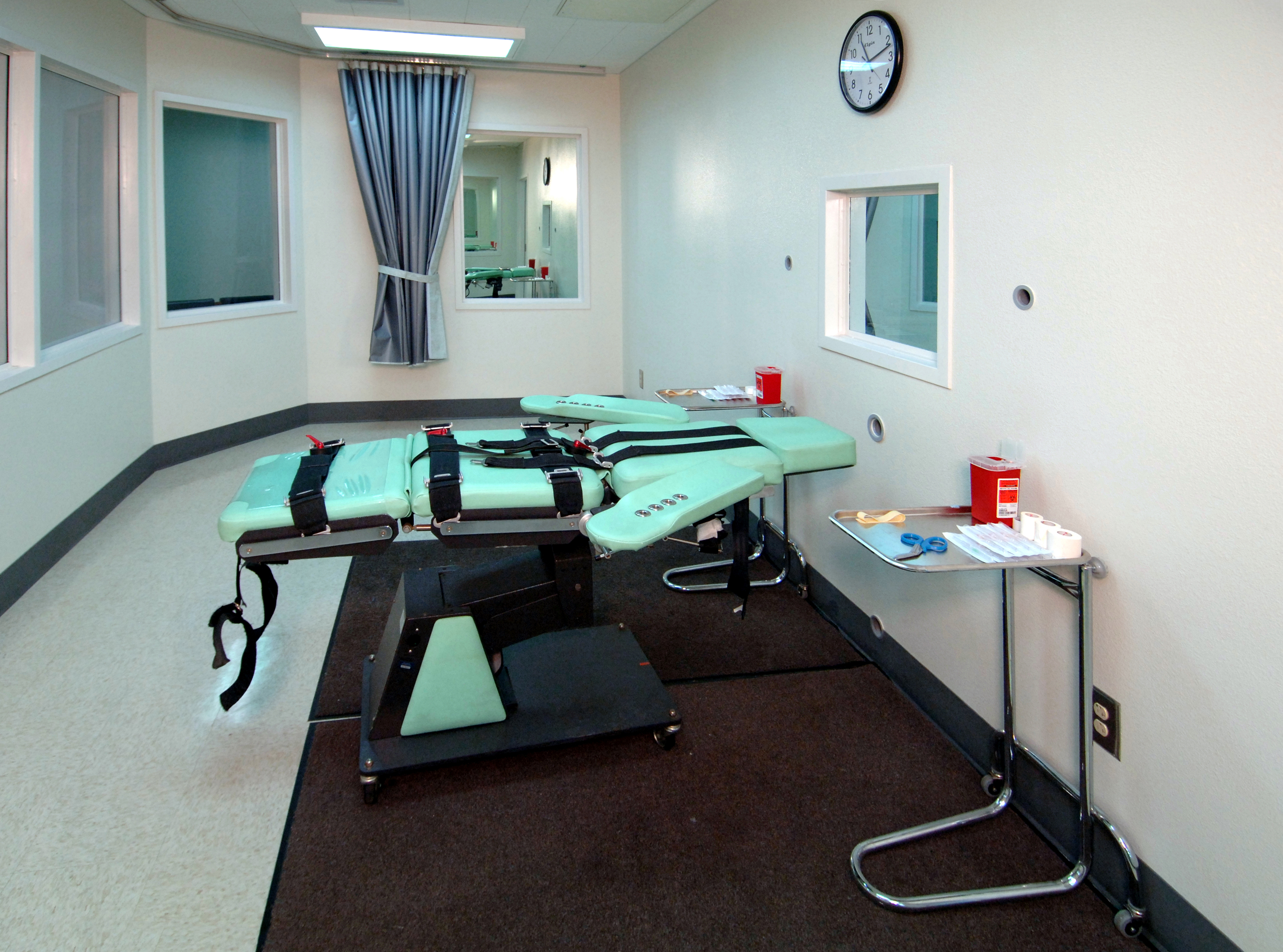
Méreginjekciós kivégzőszoba a kaliforniai San Quentin börtönben

A méreginjekció az USA-ban, a Kínai Népköztársaságban, illetve a közelmúltig a Fülöp-szigeteken alkalmazott kivégzési módszer.
Alkalmazásának ötlete már 1888-ban felmerült, azonban akkor elvetették, és helyette a villamosszéket vezették be. Nagy-Britanniában az 1950-es években szintén megvizsgálták a lehetőséget, azonban inkább megmaradtak a kimért hosszú eséses akasztás módszere mellett.
A méreginjekció bevezetésének kérdése 1977-ben merült fel újra. Ekkor Oklahoma állam fő orvosszakértője, Jay Chapman, több fokozatú, gyorsan ható barbiturátokon alapuló módszer bevezetését javasolta. A kivégzés első lépéseként az elítéltet egy ágyhoz szíjazzák, karjait az ágy mellett lévő tartókhoz rögzítik. A karjait alkohollal fertőtlenítik (ennek oka az, hogy a kivégzést akár az utolsó pillanatban is elhalaszthatják, vagy az elítélt kegyelmet is kaphat), majd könyökhajlatnál a vénába szúrják a tűt. A kivégzés automatizált, a tű egy csövön keresztül egy géphez csatlakozik, amely gombnyomásra kezdi meg a mérgek szervezetbe juttatását.
Az első lépésben nátrium-pentotált (tiopentál-nátrium) fecskendeznek a szervezetbe, amitől az elítélt kómába esik. Elvileg már ez az első lépés halálos, viszont a nátrium pentotál csak mintegy 45 perc múlva okozna halált, ezért a folyamatot még két méreg beadásával gyorsítják.
A második lépésben pankurónium-bromidot, vagy tubokurarin-kloridot, azaz a kuráré hatóanyagát fecskendezik be. Ez az izmokat bénítja meg a szív kivételével, azaz fulladáshoz vezet.
A harmadik lépésben kálium-klorid-ot juttatnak a szervezetbe, ami leállítja a szívet, ezzel szívleállást és a keringés összeomlását okozva.
Bár sokak szerint a méreginjekció humánus kivégzési módszer, valójában rengeteg kétség merült fel alkalmazásával kapcsolatban. Az első probléma abból adódik, hogy az elítélt előkészítése akár 30-60 percet is igénybe vehet, ami komoly pszichikai nyomással jár együtt. A második probléma, hogy a nátrium-pentotál hamar kiürül az agyból, és az izmokban szívódik fel. Ez ahhoz vezet, hogy a szer beadása után kb. 20 perccel az elítélt magához tér. A helyzetet súlyosbítja, hogy a nátrium-pentotál hatását a pancuronium-bromid semlegesítheti, így az elítélt eszméleténél van, miközben megfullad. Ezt viszont, az izombénító hatás miatt, jelezni nem tudja. Az utóbbi években több olyan kivégzés is történt, ahol utólag megállapították, hogy az elítélt eszméleténél volt a második és harmadik komponens beadásakor. A Miami Egyetem kutatóinak 2005-ös vizsgálata szerint a kivégzettek 88%-ának szervezetében kevesebb nátrium-pentotál volt, mint amennyi egyszerű műtéti altatásoknál szükséges.
A fentiek alapján egyre általánosabb az a vélemény, miszerint a méreginjekció szintén kegyetlen kivégzési módszer. Az Amerikai Legfelsőbb Bíróság egyelőre nem foglalt állást.